# دانشگاه تگزاس ای اند ام در کورپس کریستی
دانشگاه کشاورزی و مکانیک تگزاس در کورپاس کریستی (به انگلیسی: Texas A&M University–Corpus Christi) یکی از دانشگاه‌های دانشگاه تگزاس A&M است و در ایالات متحده آمریکا در شهر کورپاس کریستی قرار دارد.

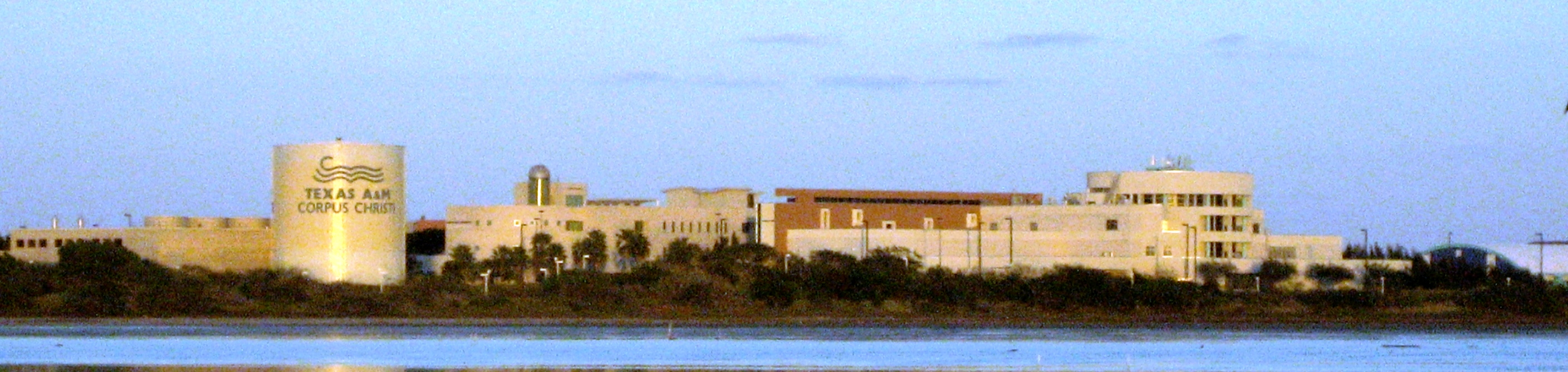
نمایی از محوطه دانشگاه

## نگارخانه

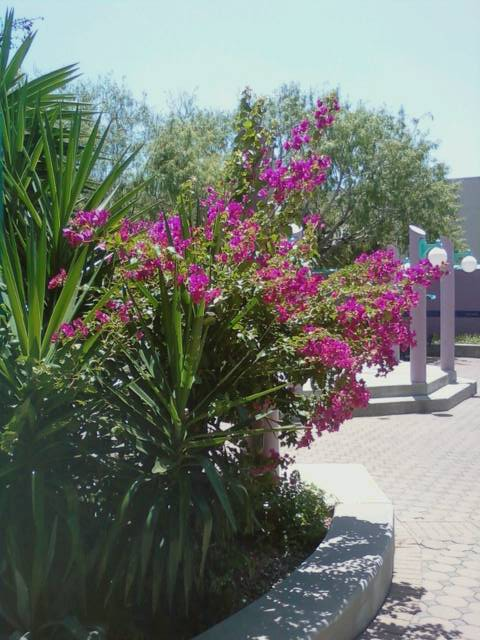
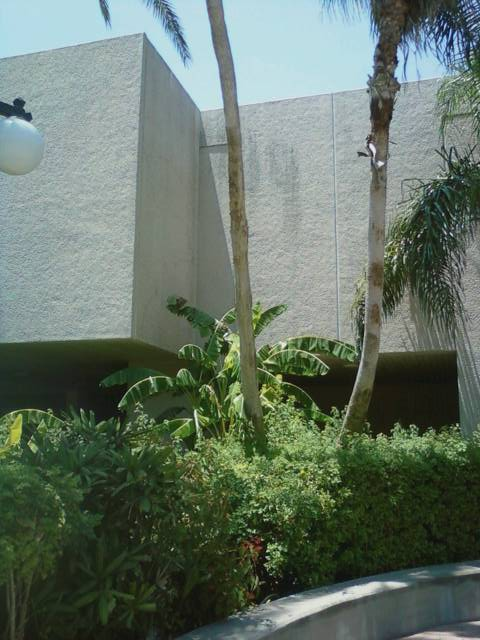
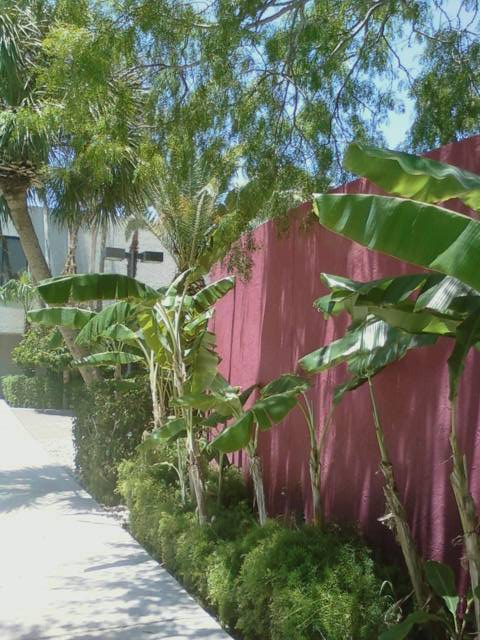
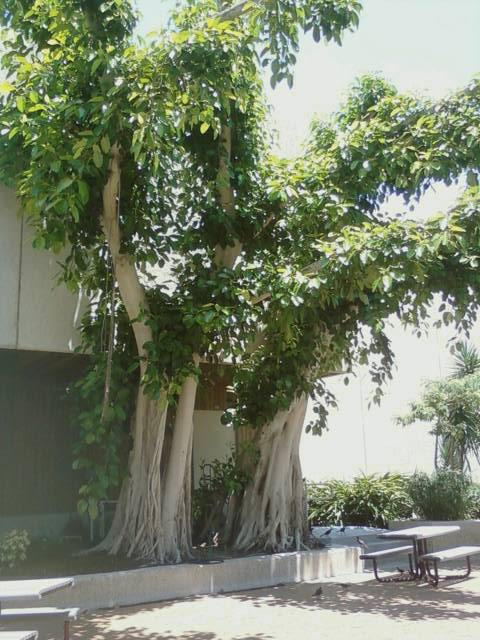
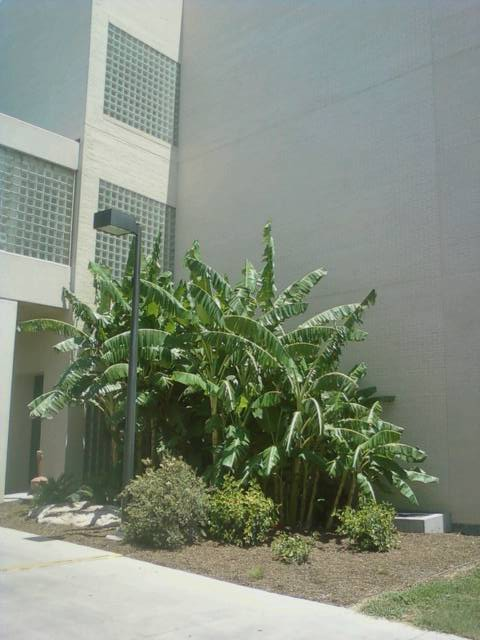
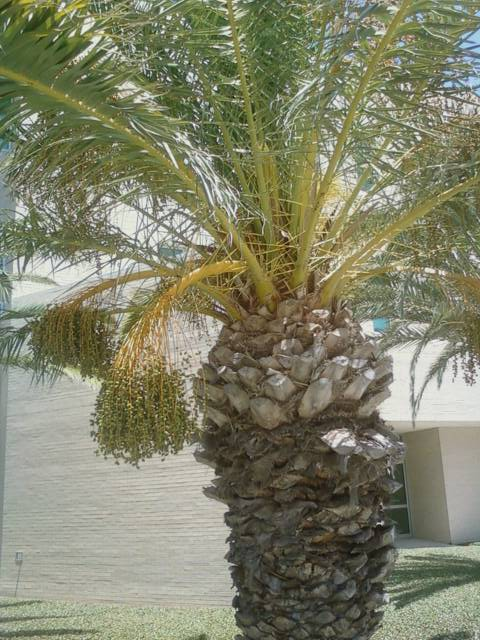
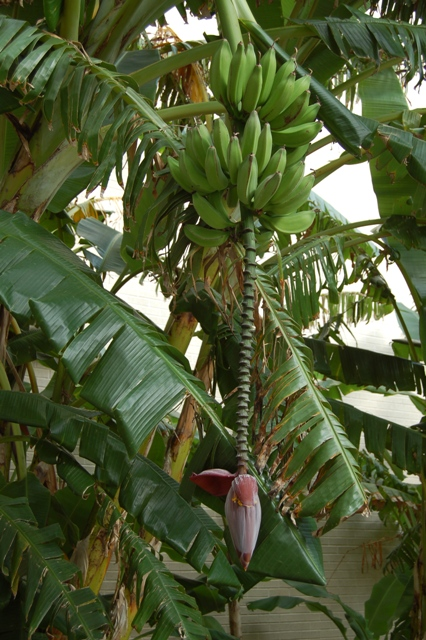